# Aintree Racecourse

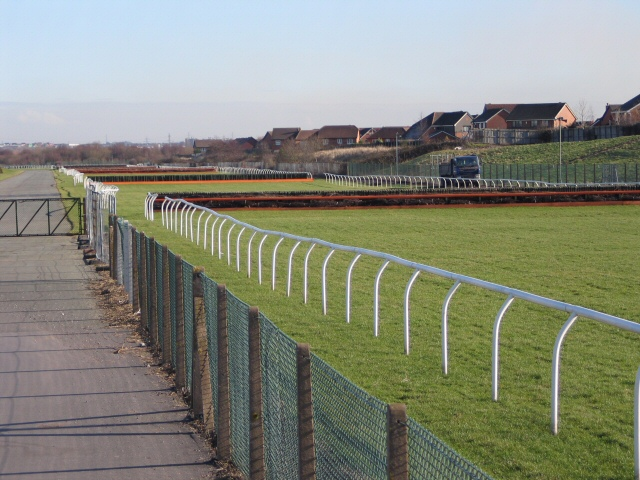
Aintree Racecourse

Aintree Racecourse är en galoppbana utanför Liverpool i England.
På Aintree avgörs Grand National i april varje år.